# Cycas debaoensis
Cycas debaoensis Y.C.Zhong & C.J.Chen, 1997 è una pianta appartenente alla famiglia delle Cycadaceae, endemica della Cina.

## Descrizione
È una cicade con fusto sotterraneo o solo parzialmente emergente, del diametro di 15-25 cm.
Le foglie, bipennate, lunghe 1,5-3,5 m, sono disposte a corona all'apice del fusto e sono rette da un picciolo lungo 80-150 cm; ogni foglia è composta da 30-50 paia di foglioline lanceolate, con margine intero, lunghe mediamente 50-56 cm, di colore verde scuro, inserite sul rachide con un angolo di 75-80°.
È una specie dioica con esemplari femminili con macrosporofilli che si trovano in gran numero nella parte sommitale del fusto, con l'aspetto di foglie pennate che racchiudono gli ovuli, in numero di 2-6.
I semi sono ovoidali, lunghi 25-27 mm, ricoperti da un tegumento di colore giallo.

## Distribuzione e habitat
L'epiteto specifico debaoensis fa riferimento alla diffusione della specie in un'area limitata nella contea Debao del Guangxi occidentale.

Prospera in foreste decidue e sempreverdi miste su pendii calcarei; la maggior parte delle foreste del suo habitat sono state abbattute o gravemente degradate.

## Conservazione
La IUCN Red List classifica C. debaoensis come specie in pericolo critico di estinzione (Critically Endangered).

La specie è inserita nella Appendice II della Convention on International Trade of Endangered Species (CITES).